# Sergio Bonelli

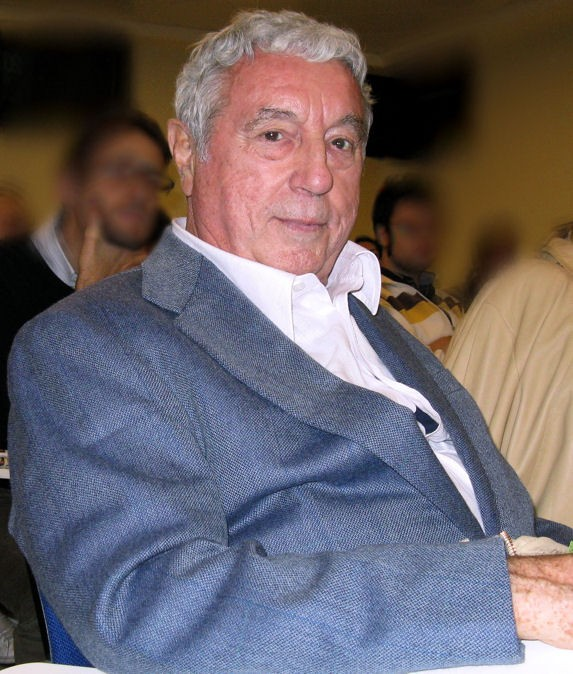
Bonelli im Jahr 2009

Sergio Bonelli alias Guido Nolitta (* 2. Dezember 1932 in Mailand, Provinz Mailand; † 26. September 2011 in Monza, Provinz Monza und Brianza) war ein italienischer Comicautor und Verleger.

## Leben und Werk
Bonelli, Sohn des Comicautors und Verlegers Giovanni Luigi Bonelli, fertigte seine Skripte bevorzugt unter dem Pseudonym Guido Nolitta an. Er debütierte im Jahr 1958 mit Un ragazzo nel Far West. Für den von Sergio Tarquinio gezeichneten Comic Il Giudice Bean (Roy Bean), der 1960 entstand, lieferte Bonelli die Texte. In Zusammenarbeit mit dem Zeichner Gallieno Ferri entstand im Jahr 1961 der Western-Comic Zagor. Dieser ist in den Jahren 1964 und 1965 im Walter Lehning Verlag auf Deutsch unter dem Titel Rocky veröffentlicht worden. Ebenfalls in Zusammenarbeit mit Ferri entstand im Jahr 1975 die Comicserie Mister No, die später von anderen Zeichnern fortgesetzt wurde. Im Jahr 1977 schrieb Bonelli den Text für den von Aurelio Galleppini gezeichneten Comic L'Uomo del Texas.
Als Verleger stand Bonelli lange dem Verlagshaus Sergio Bonelli Editore vor. Er veröffentlichte nicht nur seine eigenen Werke, sondern auch andere Reihen, wie zum Beispiel Tex Willer, Martin Mystère und Dylan Dog.